# Jan Joseffi
Jan Joseffi (1693 Vysoké Mýto – 1762 Vysoké Mýto) byl mecenáš a zakladatel církevní fundace v Knířově.

## Život
Jan Joseffi se narodil ve mlýně Jangelec mlynáři Jakubu Josefy a jeho ženě Anně Lanškrounské. Patří k nejvýraznějším představitelům jangelecké větve rodu Josefy, spojeného po staletí s Josefyho mlýnem. 
V roce 1720 se oženil s Evou Nevečeřelovou, se kterou založil církevní fundaci na podporu poutního kostela v Knířově a znovuzřízení fary. V roce 1730 se v důsledku morové epidemie obnovila tradice náboženských poutí, a opravený kostel s farou byl pro lidi bezpečným útočištěm a místem přímluvných modliteb k Panně Marii Knířovské, díky nimž se údajně mor Vysokému Mýtu vyhnul.
V roce 1755 odkázali manželé Joseffiovi kapitál na zřízení kaplanského místa při poutním kostele v Knířově. Na toto místo měli být upřednostňováni vysokomýtští občané a především pak členové rodu Josefy / Joseffi / Josephy, jakým byl i František Xaverius Josefi (1783–1839), který se později stal i děkanem vysokomýtským.
Jan Joseffi s manželkou nechali na křížové cestě z Vysokého Mýta ke Knířovu na vlastní náklady postavit sochu Sv. Josefa (1738), sv. Vavřince (1741)  a z jejich fundace byla postavena i Socha Knířovské madony. „Tato statue jest tuto k poctě Sv. Josefa postawena z nákladu Jana Joseffi, též Ewy, manželky jeho, dne 24. Maji a. 1738,“ píše se na akantové kartuši sochy sv. Josefa, která je společně s ostatními uvedenými sochami kulturní památkou České republiky.
Manželé Joseffiovi, jako významní donoři kostela Zvěstování Panny Marie, byli zvěčněni na obraze ex voto a společně pohřbeni v knířovském kostele.